# Polybioides melaina
Polybioides melaina är en getingart som först beskrevs av Meade-waldo 1911.  Polybioides melaina ingår i släktet Polybioides och familjen getingar. Inga underarter finns listade i Catalogue of Life.